# Bomolocha lanassa
Bomolocha lanassa là một loài bướm đêm trong họ Noctuidae.